# Brug 1545
De Brug 1545, bijnaam Bamboebrug, is een kunstwerk in het Amsterdamse Bos.

## Versie 2000
De brug is gebouwd in 2000 als zijnde een experiment om een brug te bouwen geheel van bamboe. De brug is 175 meter lang en overspant een bijna geheel dichtgegroeide afwateringstocht aan de rand van het Bloesempark in het Amsterdamse Bos. De brug bleef 18 jaar lang functioneren als voetbrug met uitzichtpunten. Toen werd geconstateerd dat de brug uiteindelijk ten onder zou gaan aan het Nederlandse weer. In 2018 werd de brug gestut door een stalen constructie. Vanaf 2019 werden plannen gemaakt de brug vervangen. Het tijdstip daarvan is afhankelijk van de bloeitijd van de kersenbomen in het Bloesempark, zodra deze afgelopen is beginnen de werkzaamheden.

## Versie 2021
Vanaf september tot december 2020 werd gewerkt aan de nieuwe brug met uitloop tot begin januari 2021. Er werd kwamen nieuwe staanders en brugleuningen waarbij zowel bamboe als compositie in de staanders werd gebruikt; het brugdek en de leuningen zijn van thermisch verzinkt staal. Het zou de brug duurzamer moeten maken. Het totale beeld van de balusters (dragen van de leuningen) geeft een golvend beeld op, gelijk een draak, terug te voeren op de Japanse kersentuin in de Bloesemtuin. De brug kreeg zitelementen mee "om van het uitzicht te genieten". Op vrijdag 29 februari 2021 kon de brug “geopend” worden door wethouders Laurens Ivens (Amsterdam) en Floor Gordon (Amstelveen). Beide gemeenten droegen financieel bij, net als Rijkswaterstaat, die even verderop bezig was met de verbreding van Rijksweg 9.

## Afbeeldingen

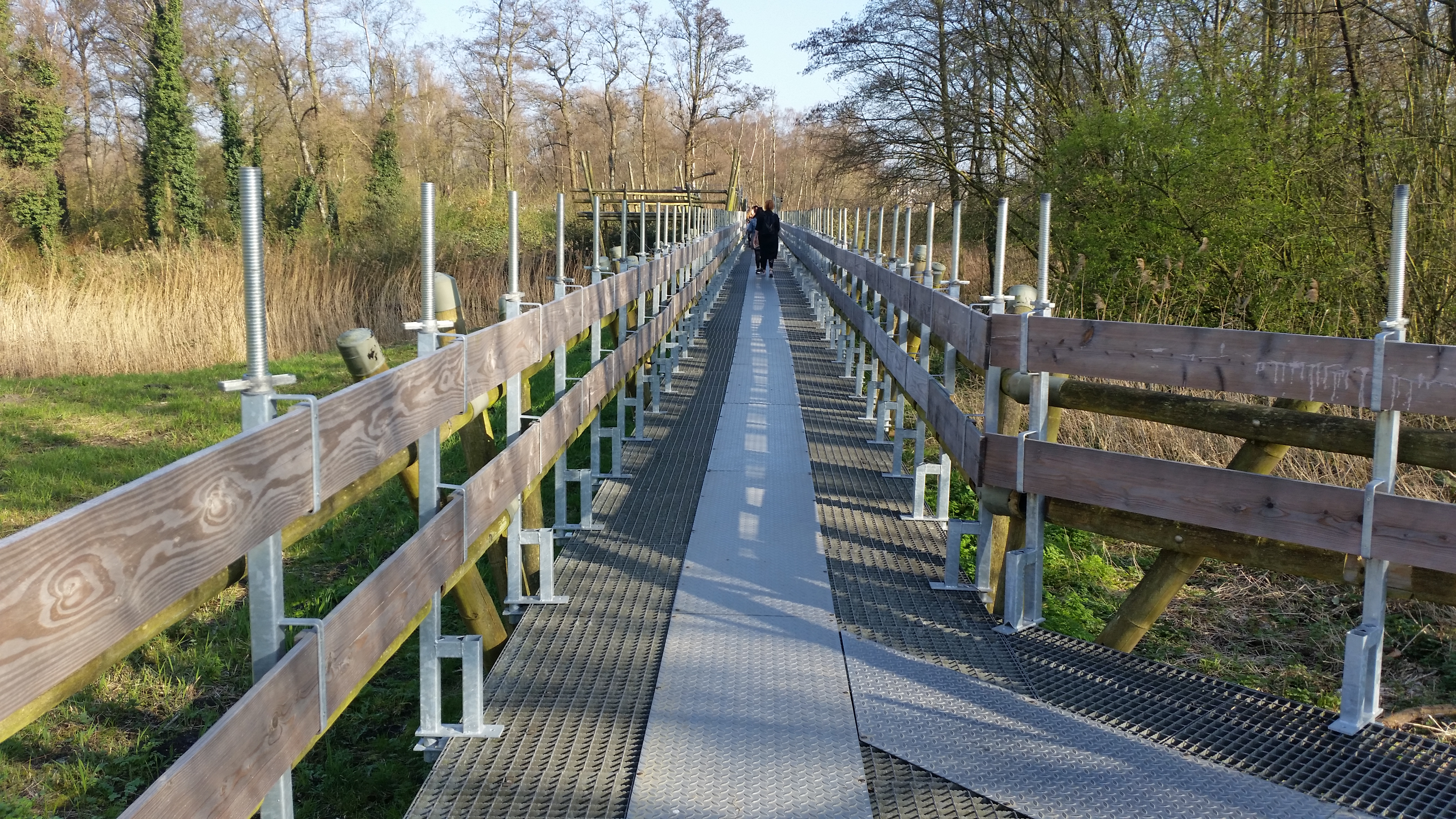
Bamboebrug in de steigers (maart 2019)
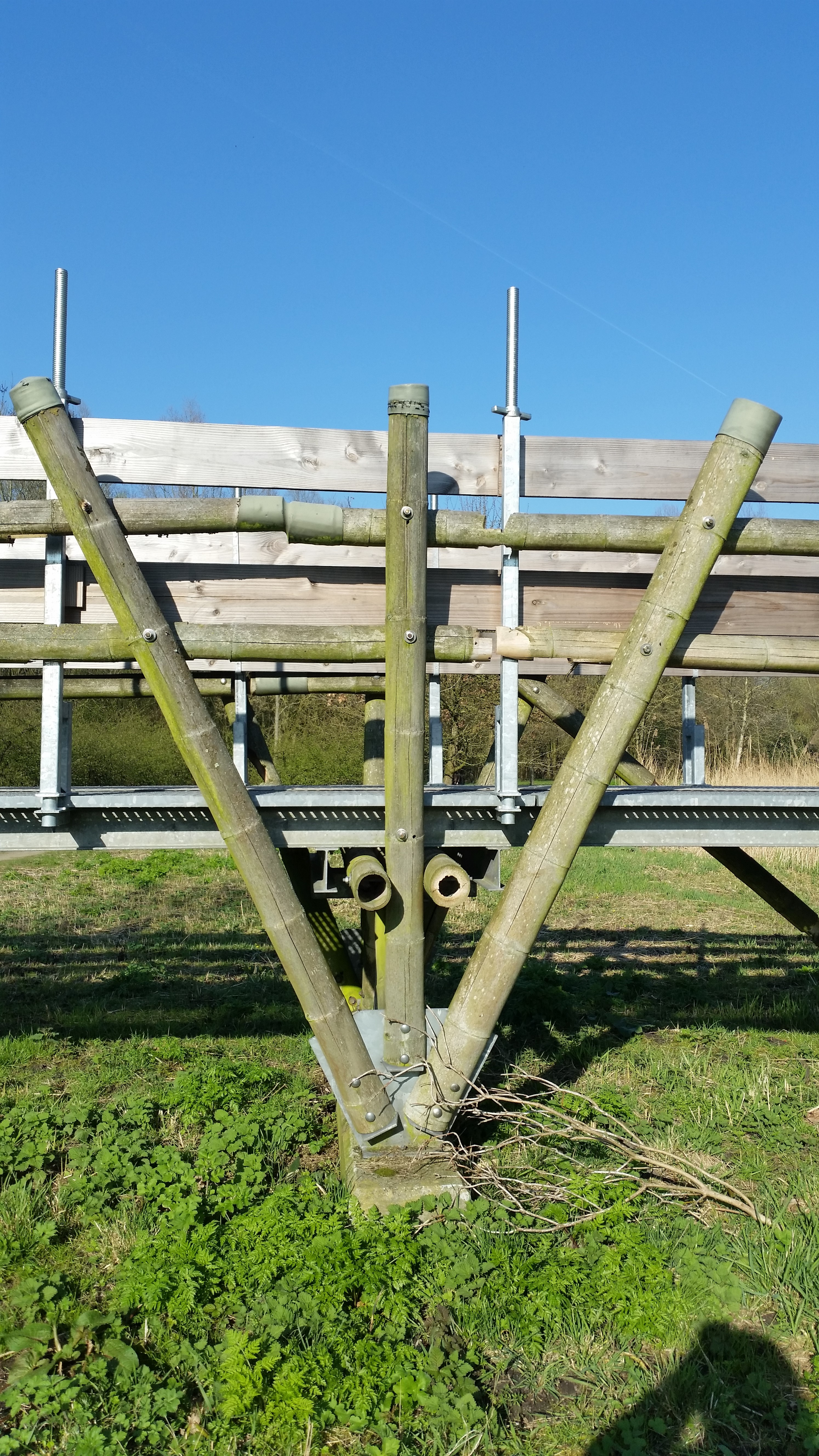
Verstevigde pijler van de bamboebrug (maart 2019)
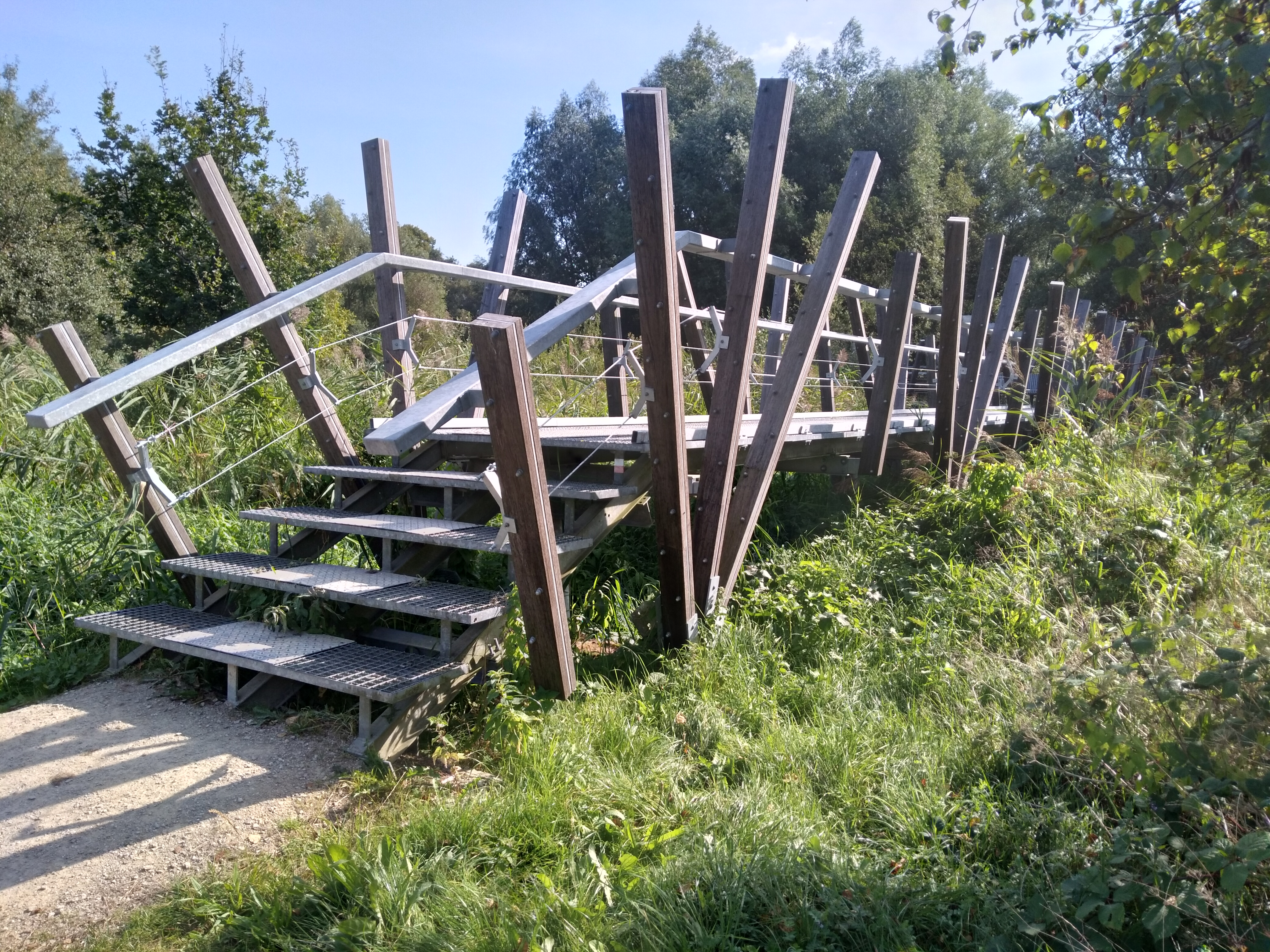
Opstap bamboebrug (september 2021)